# Гранвил (окръг)
Окръг Гранвил (на английски: Granville County) е окръг в щата Северна Каролина, Съединени американски щати. Площта му е 1391 km², а населението – 59 031 души (2016). Административен център е град Оксфорд.